# Dejan Tomašević
Dejan Tomašević (en alphabet cyrillique serbe : Дејан Томашевић), né le 5 mai 1973 à Belgrade, est un joueur serbe de basket-ball, évoluant au poste de pivot.

## Palmarès

### Club
- Euroligue : 2007
- Coupe ULEB : 2003
- Champion de Serbie : 1993, 1994, 1996, 1997, 2000, 2001
- Champion d'Espagne : 2002
- Champion de Grèce : 2006, 2007
- Coupe de Serbie : 1999, 2001
- Coupe du Roi : 2002

### Sélection nationale
- Jeux olympiques d'été
  -  Médaille d'argent des Jeux olympiques de 1996 à Atlanta
  - 6e des Jeux olympiques de 2000 à Sydney
  - 11e des Jeux olympiques de 2004 à Athènes
- Championnat du monde masculin de basket-ball
  -  Médaille d'or au Championnat du monde 2002 à Indianapolis
  -  Médaille d'or au Championnat du monde 1998 à Athènes
- Championnat d'Europe
  -  Médaille d'or au Championnat d'Europe 2001 en Turquie
  -  Médaille d'or au Championnat d'Europe 1997 en Espagne
  -  Médaille d'or au Championnat d'Europe 1995 en Grèce
  -  Médaille de bronze au Championnat d'Europe 1999 en France
  - 9e du Championnat d'Europe 2005 en Serbie

### Distinctions personnelles
- MVP de la Ligue serbe en 1998
- MVP de l'Euroligue 2001
- MVP de la finale de la Coupe ULEB 2003
- Élu dans le premier cinq de l'Euroligue 2002